# Mariel Molino

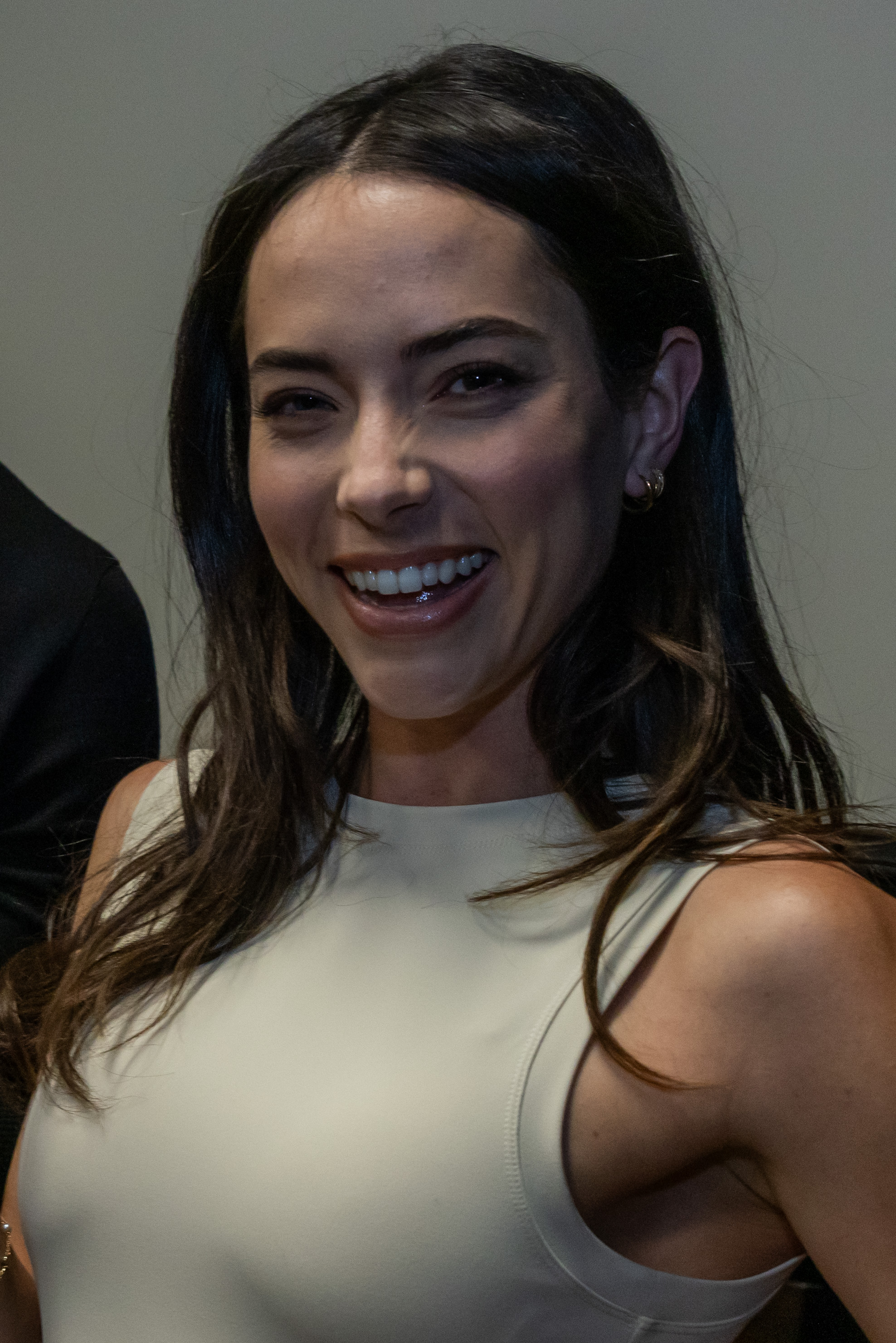
Mariel Molino, 2024

Mariel Molino (* 18. Dezember 1992 in San Diego, Kalifornien als Mariel Chantal Oberwager) ist eine US-amerikanische Schauspielerin.

## Leben
Mariel Molino wurde in den USA als Tochter aus Mexiko stammender Eltern und jüngste von vier Geschwistern geboren und wuchs in San Diego, Kalifornien auf. Den Künstlernamen Molino wählte sie in Anlehnung an die Bäckerei El Molino ihrer Mutter in Tijuana. Eine Schauspielausbildung erhielt sie am HB Studio in New York City sowie am Anthony Meindl’s Actor Workshop in Los Angeles. An der Loyola Marymount University studierte sie Kommunikation und Medien, das Studium schloss sie als Bachelor ab.
2015 hatte sie eine erste Episodenrolle in der Fernsehserie Glee, danach verkörperte sie verschiedene Rollen in mexikanischen Serien, beispielsweise 2016 in Entre correr y vivir, 2017 bis 2018 in Papis muy padres als Kika, 2019 in El juego de las llaves als Gala und 2020 in La Negociadora als Sabrina Vega. Ebenfalls 2020 hatte sie eine Hauptrolle in der Filmkomödie Locas por el cambio von Amazon Prime Video.
In der ABC/Disney+-Serie Gelobtes Land gehörte sie 2022 als Carmen Sandoval zur Hauptbesetzung. In der 2023 auf Freeform veröffentlichten Thrillerserie The Nanny’s Secrets übernahm sie die Hauptrolle des Kindermädchens Elena Santos. In der CBS-Serie Navy CIS: Origins wurde für die Hauptrolle der ehemalige Marinesoldatin Lala Dominguez besetzt.
In den deutschsprachigen Fassungen wurde sie von Özge Kayalar in The Nanny’s Secrets und von Lea Kalbhenn in Gelobtes Land synchronisiert.

## Filmografie (Auswahl)
- 2015: Glee (Fernsehserie)
- 2015: Tremen2 (Fernsehserie)
- 2016: Entre Correr y Vivir (Fernsehserie)
- 2017: El Vato (Fernsehserie, zwei Episoden)
- 2017–2018: Papis muy padres (Fernsehserie)
- 2018: Luis Miguel – Die Serie (Luis Miguel: La Serie, Fernsehserie, Episode Alguien Como Tu)
- 2018: La fiesta (Kurzfilm)
- 2019: El juego de las llaves (Fernsehserie)
- 2020: El Candidato (Fernsehserie, Episode Toques)
- 2020: Locas por el Cambio
- 2020: La Negociadora (Fernsehserie)
- 2021: Narcos: Mexico (Fernsehserie, Episode Leben in Zeiten des Krieges)
- 2021: Lux Noctis (Kurzfilm)
- 2022: Gelobtes Land (Promised Land, Fernsehserie)
- 2022: Pena Ajena (Fernsehserie)
- 2023: The Nanny’s Secrets (The Watchful Eye, Fernsehserie)
- seit 2024: Navy CIS: Origins (Fernsehserie)